# Докторова кула (лист)
Докторова кула је шаљиви лист чији је једини број изашао 1907. године поводом тридесетогодишњице др Јована Данића, председника Српског лекарског друштва.

## Историјат
Докторова кула : орган тридесетогодишњака је лист шаљиве тематике. Требало је да излази једном годишње и да буде посвећен обележавању тридесетогодишњице неке личности или догађаја.

## Место издавања
Београд, 1907.

## Тематика
- Досетке
- Забавни чланци
- Шаљиви стихови

## Изглед листа
Докторова кула је лист који садржи четири стране. Свака страна је штампана у два ступца.
На првој страни се налазе шаљиви стихови посвећени тридесетододишњици доктора Јована Данића.

## Занимљивости
Први број је означен као година XXX. Назначено је да следећи број треба да изађе истог датума године 1937.

## Галерија
- Докторова кула - страна 1
- Докторова кула - страна 2
- Доктрова кула - страна 3
- Докторова кула - страна 4